# Söndags-Post
Söndags-Post var en tidning som utgavs på söndagar i Malmö 1904–1906.
Redaktör och ansvarig utgivare för tidningen var litteratören Herman Grönvall. Tidningen var högerinriktad, men uppgav sig vara "i politiskt hänseende för hvarje framåtskridande och emot alla missförhållanden, allt stelnande i fras och slentrian". Den utgavs under perioden 19 juni 1904 till 6 augusti 1905 med undertiteln Illustrerad veckotidning och den 13 augusti till den 13 maj 1906 med undertiteln Veckotidning.